# Egidio Storaci
Egidio Storaci (Napoli, 4 settembre 1884 – Torino, 2 dicembre 1957) è stato un direttore d'orchestra e compositore italiano.

## Biografia
Nato a Napoli, dopo il diploma al Conservatorio di San Pietro a Majella della sua città iniziò l'attività di direttore d'orchestra; nel primo dopoguerra venne assunto dall'Eiar e si trasferì a Torino, la città in cui visse fino alla morte.
Collaborò con Nizza e Morbelli musicando molte delle loro riviste e la famosa trasmissione radiofonica I Quattro Moschettieri. Sua è anche la sigla storica del TG1, composta ispirandosi al brano Cuando vuelva a tu lado (1934), della compositrice messicana María Grever.
Ha composto anche due canzoni per il Trio Lescano: La canzone delle mosche e La canzone delle rane, entrambe nel 1936.
Morì di infarto nella sua abitazione in via Goffredo Casalis in borgo San Donato a Torino a 73 anni.

## Varietà radiofonici EIAR
- I quattro moschettieri, di Angelo Nizza e Riccardo Morbelli regia di Riccardo Massucci 1934 - 1937
- La scuola dei pazzi, rivista di Carlo Manzoni musiche ed adattamenti di Egidio Storaci regia di Enrico Rinaldi. 29 agosto 1944.

## Varietà radiofonici Rai
- Figurine... che passione, radio rivista di Nino Vito Cavallo, adattamenti e musiche di Egidio Storaci, trasmessa il 29 dicembre 1946
- Il Corsaro azzurro, Radioromanzo di Nizza e Morbelli, Compagnia di Prosa radio Torino, musiche di Egidio Storaci regia di Riccardo Massucci 1950.